# Point Blank (película de 2019)
 Point Blank (A quemarropa en Hispanoamérica, Cuenta atrás en España) es una película de suspenso y acción dirigida por Joe Lynch basada en un guion de Adam G. Simon. Es protagonizada por Frank Grillo, Anthony Mackie, Marcia Gay Harden, Teyonah Parris, Boris McGiver y Markice Moore. 
La película es una nueva versión de la película francesa À bout portant de 2010, estrenada como Cuenta atrás en España y Point Blank en EE. UU. 
Fue estrenada el 12 de julio de 2019 por Netflix. 

## Argumento
Abe Guevara es atrapado en un tiroteo en una casa residencial que resulta en la muerte del fiscal de distrito Joshua Gregory. Lo persiguen a pie e intenta escapar con su hermano Mateo, pero Abe es atropellado por un automóvil y posteriormente es enviado a un hospital local. Un par de detectives de homicidios, Regina Lewis y Eric Masterson, son asignados al caso. 
Paul Booker, un enfermero de emergencias de Everyman, es asignado para supervisar la recuperación de Abe en el hospital. Mateo, decidido a liberar a Abe para pagar una deuda con Big D, un gánster influyente, secuestra a la esposa embarazada de Paul, Taryn, y lo obliga a trabajar para él. Paul saca a Abe en su camilla y evade a Lewis y Masterson poco después de su llegada. Abe revela que está en posesión de una unidad flash, que puede exponer a varios policías corruptos; Al hacer el trato de distribuir la unidad flash a Gregory, fueron emboscados y Abe fue incriminado injustamente por su muerte. Abe hace arreglos para encontrarse con Mateo en una estación de autobuses, pero al darse cuenta de que es una operación encubierta, incitan a un tiroteo y huyen, participando en una persecución en automóvil. Después de luchar contra más policías en un lavado de autos, escapan a pie.
Buscando un auto nuevo, consultan a un gánster local, Cheetah. Lewis y Masterson llegan y los mantienen a punta de pistola. Masterson se da cuenta de que Lewis es uno de los policías corruptos en el camino, lo que la lleva a matar tanto a Masterson como a Cheetah. Paul mata a su cómplice Jones mientras ella se distrae con los refuerzos entrantes. Abe se reúne con Mateo, pero también es emboscado por el viaje por uno de los hombres de Lewis, que secuestran a Taryn. Abe y Paul llegan a la cita, solo para encontrar a Mateo herido de muerte. Sucumbe a sus heridas y muere. Lewis amenaza a los dos, revelando que ella está reteniendo a Taryn como rehén. 
Después de tomar en su poder imágenes de seguridad que incriminan a Lewis de sus acciones corruptas, Abe finaliza un trato con Big D y paga su deuda. Big D organiza una distracción fuera del recinto policial, tanto para acomodar a Paul como para Abe, pero también para capturar imágenes de una película que está desarrollando. Disfrazados como el primer respondedor y un oficial de policía, Paul y Abe incapacitan a Lewis y salvan a Taryn, quien se pone de parto y da a luz a su bebé. Como consecuencia, Lewis es asesinado por refuerzos policiales después de que Abe expone su corrupción.
Un año después, Paul y Taryn celebran el primer cumpleaños de su bebé, a quien llaman Matty en honor de Mateo. Abe sonríe al ver una foto del primer pastel de cumpleaños de Matty, y conduce hacia la puesta del sol, seguido por un SUV negro.

## Reparto
- Frank Grillo como Abe.
- Anthony Mackie como Paul.
- Marcia Gay Harden como Lugarteniente Lewis.
- Teyonah Parris como Taryn.
- Boris McGiver como Masterson.
- Markice Moore como Big D.
- Christian Cooke como Mateo.
- Dontee Ruffin-Brown como Baby Maddie.

## Producción
El proyecto se anunció en junio de 2018, con la dirección de Joe Lynch y con Frank Grillo y Anthony Mackie elegidos como protagonistas. En julio de 2018, Marcia Gay Harden, Teyonah Parris, Boris McGiver y Markice Moore se unieron a la película. En agosto de 2018, Christian Cooke se unió al elenco.
La producción principal comenzó el 6 de agosto de 2018 en Cincinnati.

## Estreno
La película fue estrenada el 12 de julio de 2019.